# Овча купел
Вижте пояснителната страница за други значения на Овча купел.
„Овча купел“ е квартал в София, част от район „Овча купел“ на Столична община. Застрояването му започва през 1914 година. В началото на 60-те години е построен новият стадион „Славия“, където играе едноименният футболен отбор ПФК „Славия“.
6 септември е празник на квартала, отбелязван със събор, на който има сцена, маси, въртележки и атракции.
Името на квартала е свързано с термална вода, която излиза на земната повърхност: овчари, които водели стадата си там, знаели, че овцете с охота газят из мочурливите ливади. След земетресение през 1858 г. бликнала топла вода, а овцете не я отбягвали и били като къпани, откъдето дошло и името, буквално „овча къпалня“.
По-късно водата е каптирана и е построена баня, която функционира до началото на 80-те години. В близост до нея е построена и болница за рехабилитация, която разполага с малък плаж, отварян през летните месеци. Кварталът е имал статут на курортна местност, докато сега се счита, че балнеокемплексът представлява парк „Овча купел“
Балнеокомплексът се намира от западната страна на Владайска река, а спортният комплекс „Славия“ – от източната.

## История
Квартал „Овча купел“ се застроява като софийска махала от средата на XIX в., в района около банята, която трайно определя развиващата се урбанизация. През 1922 г. в най-източната част на квартала, там където е прекарана трамвайната линия № 5 към кв. „Княжево“ е построено „Красноселско народно читалище“, преименувано в 1950 г. на „Никола Йонков Вапцаров“. През 1963 г. зад читалището е построена сградата на техникум „Киров“, а то остава в североизточния ъгъл на неговия двор.
Кварталът се разраства в западна посока, като изграденият през социализма жилищен комплекс приема същото името за двете си части – „Овча купел“ 1 и 2. Комплексът е изграден до началото на 90-те години, при застрояване с едропанелни жилищни сгради от серия Бс-69-Сф-УД-83, както и с блокове, построени по система „едроплощен кофраж“. Кварталът разполага с мини паркове за разходки и детски увеселителен парк.

## Минерална вода
Топлата вода, свободно изтичаща към близката Владайска река, е известна от средата на XIX век. В 1915 г. е направен първият каптаж, а в следващите десетилетия е изучена геологията на терена, извършени са сондажи и са направени нови каптации.
Минерална вода в Овча купел е с температура 32 °C и дебит 8 l/s. Водата е слабоминерализирана, хипотермална, хидрокарбонатно-сулфатно-натриева, калциево-магнезиева, флуорна и със съдържание на метасилициева киселина, сероводород, въглероден диоксид и 43 микроелемента. Препоръчва се за лечение чрез пиене при бъбречни възпалителни заболявания, колити, диабет.
В началото на XX век се изграждат два басейна, а между 1925 и 1928 г. е построена и минералната баня, дело на арх. Георги Овчаров. За 1936 г. там са отчетени 120 030 посещения. За балнеолечение тя функционира до края на 80-те години. След като бива изоставена и се руши в течние на няколко десетилетия, през 2020 г. са намерени средства за възстановяне и обновяване на сградата, което приключва през 2024 г.

## Транспорт и инфраструктура
През квартала минават автобуси 11, 59, 60, 73 102, 103, 107 и 111 и трамваи 4, 5 и 11. Третият метродиаметър (линия М3) на Софийското метро има 4 станции в Овча купел – „Овча купел“, „Мизия / НБУ“, „Овча купел II“ и „Горна баня“ (връзка с ЖП спирка Горна Баня).
„Автогара Запад (София)“, наричана също „Овча купел“, обслужва главно вътрешни превози в посоки юг и запад. От там тръгват и автобуси за Витоша и автобус 103, вървящ само през празнични дни и през уикенда.
Източната граница на Овча купел върви по дължината на 3-ти Софийски ринг (бул. Овча Купел), а на запад се намира Софийски околовръстен път. На юг кварталът граничи с бул. Цар Борис III, а на север с бул. Президент Линкълн. Въпреки че се намира на 6 км от центъра на София, инфраструктурата е проблемна, с нередки задръствания около квартала.
Има изградени велоалеи по бул. Цар Борис III и ул. Монтевидео.

## Обществени институции
- Читалище „Никола Йонков Вапцаров“ - 1922
- Висши учебни заведения: Нов български университет, Висше училище по застраховане и финанси, Висше строително училище „Любен Каравелов“.
- Училища: НСОУ „София“ (бивше 151-во), 88 СОУ „Димитър Попниколов“, 66 СОУ „Филип Станиславов“, 149 СОУ „Иван Хаджийски“, Професионална гимназия по селско стопанство „Бузема“[8], Професионална гимназия по електротехника и автоматика.
- Детски градини: ОДЗ No 33 „Сребърни Звънчета", ОДЗ No 84 „Детелина“, ЦДГ No 72 „Усмивка“, ЦДГ No 161 „Ласка“ и ОДЗ No 39 „Пролет“.
- Болници: Националната специализирана болница за физикална терапия и рехабилитация – ЕАД (НСБФТР); Специализирана болница „Доверие“.
- Функциониращ плаж с минерална вода и три басейна, намиращ се до бившата баня.
- Православна църква, католическа униатска църква „Свети Йоан XXIII“, манастир на монашеска общност на сестрите евхаристинки.

## Икономика
- Търговски център – бул. „Президент Линкълн“ /кръстовището с ул. „Монтевидео“ („Niki“ и др.);
- Филиали на „Фантастико“ ул. „Монтевидео“ 98; ул. „Любляна“ 42 А.
- Филиали на „Билла“ – ул. „Монтевидео“ 23; бул. „Президент Линкълн“ 72.
- Филиал на „Пепко“ – ул. „Монтевидео“ 23;
- Супермаркет от веригата „Лидл“ – бул. „Президент Линкълн“ 76 („Esmara“, „Pepperts“, „Crivit“, „Lupilu“, „Meradiso“ и др.);
- Хипермаркет „Кауфланд“ – ул. „Кукуряк“ 3 („Danone“, „Granini“, „BBB“ и др.)

## Улици и произход на имената им
| Път                      | Наречен на                                                                                | Местоположение |
| ------------------------ | ----------------------------------------------------------------------------------------- | -------------- |
| „668“                    | –                                                                                         | Карта          |
| „671-ва“                 | –                                                                                         | Карта          |
| „672-ра“                 | –                                                                                         | Карта          |
| „674-та“                 | –                                                                                         | Карта          |
| „675“                    | –                                                                                         | Карта          |
| „676“                    | –                                                                                         | Карта          |
| „677“                    | –                                                                                         | Карта          |
| „678“                    | –                                                                                         | Карта          |
| „679“                    | –                                                                                         | Карта          |
| „680“                    | –                                                                                         | Карта          |
| „681“                    | –                                                                                         | Карта          |
| „682“                    | –                                                                                         | Карта          |
| „683“                    | –                                                                                         | Карта          |
| „685-та“                 | –                                                                                         | Карта          |
| „686-та“                 | –                                                                                         | Карта          |
| „688“                    | –                                                                                         | Карта          |
| „692-ра“                 | –                                                                                         | Карта          |
| „693-та“                 | –                                                                                         | Карта          |
| „694-та“                 | –                                                                                         | Карта          |
| „696-та“                 | –                                                                                         | Карта          |
| „697“                    | –                                                                                         | Карта          |
| „747“                    | –                                                                                         | Карта          |
| „748“                    | –                                                                                         | Карта          |
| „761“                    | –                                                                                         | Карта          |
| „770“                    | –                                                                                         | Карта          |
| „Акад. Константин Пашев“ | Константин Пашев (1873 – 1961), лекар                                                     | Карта          |
| „Александър Вейнер“      | Александър Вейнер, чешки диригент                                                         | Карта          |
| „Александър Геров“       | Александър Геров (1919 – 1997), писател                                                   | Карта          |
| „Ангелов връх“           | Ангелов връх, връх в Рила                                                                 | Карта          |
| „Арх. Франк Лойд Раит“   | Франк Лойд Райт (1867 – 1959), американски архитект                                       | Карта          |
| „Бойчо Бойчев“           | Бойчо Бойчев (1902 – 1971), лекар                                                         | Карта          |
| „Бойчо Огнянов“          | Бойчо Огнянов, литературен герой на Иван Вазов                                            | Карта          |
| „Боряна“                 | „Боряна“ (1932), пиеса на Йордан Йовков                                                   | Карта          |
| „Босилек“                | Босилек (Ocimum), род растения                                                            | Карта          |
| „Брезов рид“             | Брезов рид, планина в Югозападна България                                                 | Карта          |
| „Буземска“               | Професионална гимназия по селско стопанство „Бузема“, средно училище в района             | Карта          |
| „Букет“                  | Букет, декоративен предмет                                                                | Карта          |
| „Бързарица“              | ?                                                                                         | Карта          |
| „Витошка поляна“         | ?                                                                                         | Карта          |
| „Войводина могила“       | ?                                                                                         | Карта          |
| „Горица“                 | ?                                                                                         | Карта          |
| „Гусла“                  | Гусла, музикален инструмент                                                               | Карта          |
| „Д-р Васил Караконовски“ | Васил Караконовски (1840 – 1905), общественик                                             | Карта          |
| „Долно село“             | Село в Общ. Бобов дол                                                                     | Карта          |
| „Драгоман“               | Драгоман, град в Западна България                                                         | Карта          |
| „Дряновска“              | Дряново, град в Северна България                                                          | Карта          |
| „Евлия Челеби“           | Евлия Челеби (1611 – 1682), османски писател                                              | Карта          |
| „Житница“                | ?                                                                                         | Карта          |
| „Загребска“              | Загреб, град в Хърватия                                                                   | Карта          |
| „Зелена ливада“          | ?                                                                                         | Карта          |
| „Зеленика“               | Зеленика (Vinca), род растения                                                            | Карта          |
| „Земеделска“             | Земеделие, стопанска дейност                                                              | Карта          |
| „Земляне“                | „Земляне“, местност в района                                                              | Карта          |
| „Иван Радоев“            | Иван Радоев (1927 – 1994), писател                                                        | Карта          |
| „Институтска“            | Военен обект на тази улица                                                                | Карта          |
| „Калояново“              | Калояново, село в Пловдивско                                                              | Карта          |
| „Камелия“                | Камелия (Camellia), род растения                                                          | Карта          |
| „Киевска“                | Киев, град в Украйна                                                                      | Карта          |
| „Костур“                 | Костур, град в Северозападна Гърция                                                       | Карта          |
| „Крушовски връх“         | ?                                                                                         | Карта          |
| „Кукуряк“                | Кукуряк (Helleborus), род растения                                                        | Карта          |
| „Кърпикожух“             | Обикновен мразовец (Colchicum autumnale), вид растения                                    | Карта          |
| „Лайка“                  | Лайка (Matricaria), род растения                                                          | Карта          |
| „Леденче“                | Леденче (Mesembryanthemum), род растения                                                  | Карта          |
| „Леополд Седар Сенгор“   | Леополд Седар Сенгор (1906 – 2001), сенегалски писател и политик                          | Карта          |
| „Летовищна“              | Улицата с Летовници в началото на 20в.                                                    | Карта          |
| „Лечебен извор“          | Минерален извор, хидрографски обект                                                       | Карта          |
| „Ливада“                 | Ливада, вид местност                                                                      | Карта          |
| „Лиляче“                 | Люляк (Syringa), род растения                                                             | Карта          |
| „Любляна“                | Любляна, град в Словения                                                                  | Карта          |
| „Люлинска падина“        | ?                                                                                         | Карта          |
| „Маестро Кънев“          | Стефан Кънев (1930 – 1991), композитор                                                    | Карта          |
| „Маньово бърдо“          | Маньово бърдо, местност в Панагюрище                                                      | Карта          |
| „Месечинка“              | Фолклорен синоним на Луната.                                                              | Карта          |
| „Момина баня“            | Женска баня                                                                               | Карта          |
| „Момкова баня“           | Мъжка баня                                                                                | Карта          |
| „Монтевидео“             | Монтевидео, град в Уругвай                                                                | Карта          |
| „Народен герой“          | ?                                                                                         | Карта          |
| „Народно хоро“           | Хоро, фолклорен танц                                                                      | Карта          |
| „Никола Петков“          | Никола Петков (1893 – 1947), политик                                                      | Карта          |
| „Нов век“                | ?                                                                                         | Карта          |
| „Ново село“              | Село във Видинско                                                                         | Карта          |
| „Овча купел“             | „Овча купел“, квартал на София                                                            | Карта          |
| „Орчо Войвода“           | Орчо войвода (1829 – 1911), революционер                                                  | Карта          |
| „Павловска“              | „Павлово“, бивш квартал на София                                                          | Карта          |
| „Паскал Тодоров“         | Паскал Тодоров (1840 – ?), художник                                                       | Карта          |
| „Пиер дьо Ронсар“        | Пиер дьо Ронсар (1524 – 1585), френски поет                                               | Карта          |
| „Полски венец“           | ?                                                                                         | Карта          |
| „Президент Линкълн“      | Ейбрахам Линкълн (1809 – 1865), американски политик                                       | Карта          |
| „Проф. Михайло Парашчук“ | Михайло Парашчук (1878 – 1963), украински скулптор                                        | Карта          |
| „Проф. Стоян Белинов“    | Стоян Белинов (1872 – 1944), лекар                                                        | Карта          |
| „Рачка“                  | Индия                                                                                     | Карта          |
| „Роден кът“              | ?                                                                                         | Карта          |
| „Рождество“              | Рождество Христово, християнски празник                                                   | Карта          |
| „Росна“                  | Роса, метеорологично явление                                                              | Карта          |
| „Стефан Кънев“           | Стефан Кънев (1930 – 1991), композитор                                                    | Карта          |
| „Теменужка“              | Теменуга (Viola), род растения                                                            | Карта          |
| „Франкофония“            | Франкофон, говорещ френски език                                                           | Карта          |
| „Цар Борис III“          | Борис III (1894 – 1943), цар на българите                                                 | Карта          |
| „Чуката“                 | Улицата, където е живял първият заселник на Овча Купел – Коста Илиев, в началото на XX в. | Карта          |

## Други
- Писателят Кирил Христов (1875 – 1944), разчитайки на лечебния ефект от минералните води в „Овча Купел“, към края на живота си купува жилище в близост до банята.[9],
- Името на квартала носи преминаващият през него булевард „Овча купел“ (Карта).

## Галерия
- Банята (откъм гърба на запад) от арх. Г. Овчаров
- ул. „Киевска“ (в посока юг, с Копитото на хоризонта)
- Кокетна къща в квартала
- ул. „Ангелов връх“
- ул. „Загребска“
- Стара къща с куличка
- Зимна панорама на Овча купел